# Costentalina tuscarorae
Costentalina tuscarorae är en blötdjursart som beskrevs av Chistikov 1982. Costentalina tuscarorae ingår i släktet Costentalina och familjen Entalinidae. Inga underarter finns listade i Catalogue of Life.